# 格蘭貝克湖

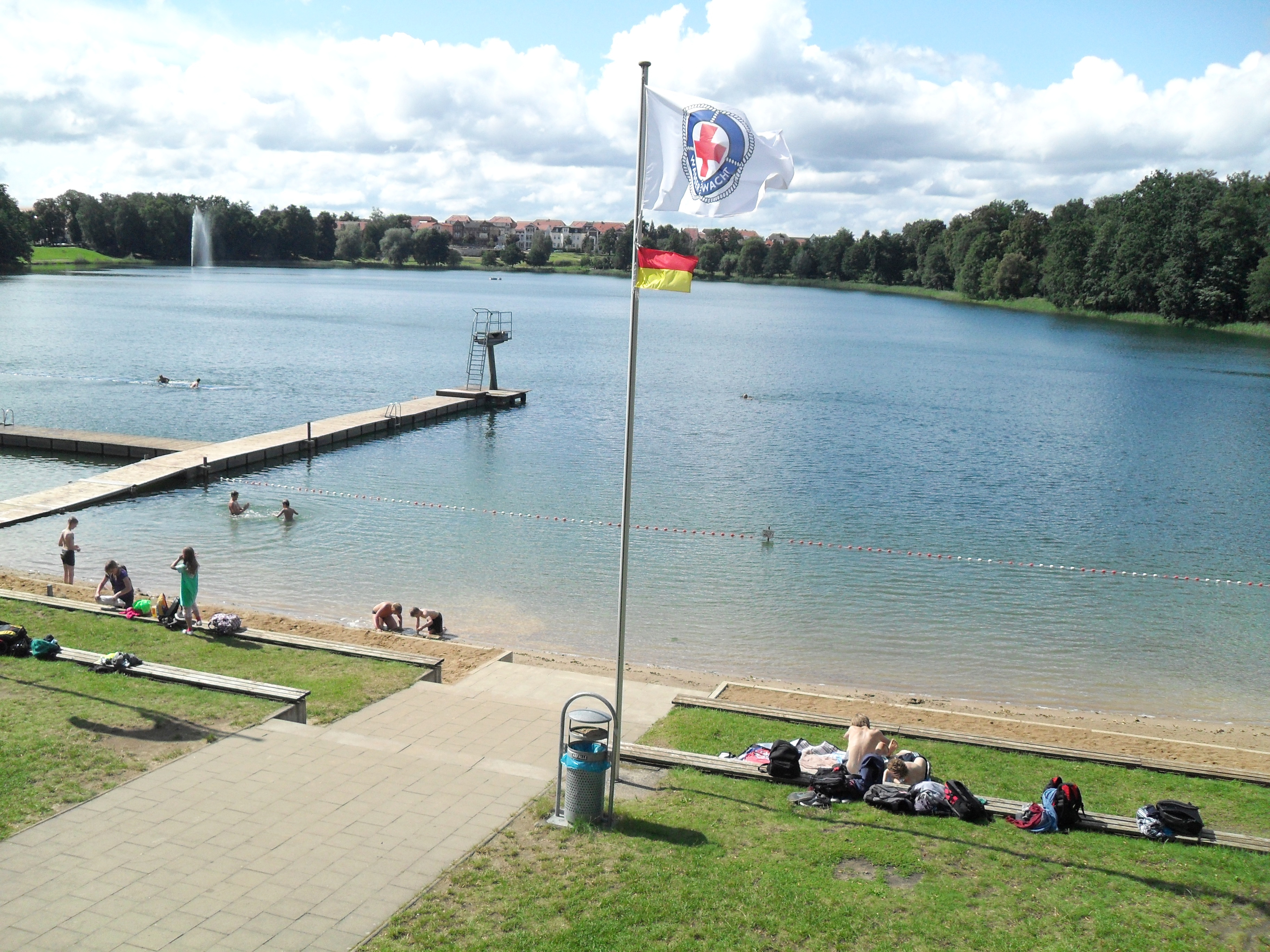

53°21′59″N 13°04′26″E / 53.3663°N 13.07376°E
格蘭貝克湖（德語：Glambecker See），是德國的湖泊，位於該國東北部，由梅克倫堡-前波美拉尼亞州負責管轄，處於梅克倫堡湖區縣，長0.6公里、寬0.3公里，面積0.13平方公里，海拔高度64米，平均水深13米，最大水深28米，水體容量165萬立方米。